# Centerton, Arkansas
Centerton är en stad (city) i Benton County, i delstaten Arkansas, USA. Enligt United States Census Bureau har staden en folkmängd på 9 784 invånare (2011) och en landarea på 30,4 km².